# Ogodei
Ogodei (vers 1186 - 1241), fou el tercer fill de Genguis Kan i de la seva dona Borte, i el segon kan suprem o gran kan (kakhan) de les tribus turcomongoles o Imperi Mongol, en el qual va succeir el seu pare. Fou considerat el fill preferit del seu pare, tot i ser el tercer. Era un home carismàtic i alegre, intel·ligent i interessat, pragmàtic, humil, disposat a escoltar i deixant tasques als seus generals.

## Història

### Origen
Ogodei era el tercer fill de Temüjin i Börte Ujin. Va participar en els turbulents esdeveniments de l'ascens del seu pare. Quan Ogodei tenia disset anys, Temüjin va experimentar la desastrosa derrota a la batalla de les Sorres de Qalaqaldjit contra l'exèrcit de Jamukha. Ogodei va quedar greument ferit i es va perdre al camp de batalla. El germà adoptiu i company del seu pare Borokhula el va rescatar. Encara que ja estava casat, el 1204 el seu pare li va donar Töregene, la dona d'un cap Merkit derrotat. L'addició d'aquesta dona no era estranya a la cultura de l'estepa.
Intervingué militarment per primer cop el 1203 (amb uns disset anys) quan es va produir la ruptura entre mongols propis i kerait. Genguis es va retirar a la serralada de Maooundur i després cap a la muntanya Alan o Nga-lan, contrafort de la cadena del Khingan, prop del naixement del Khalkha-gol. La batalla decisiva es va produir poc més tard i les forces de Genguis Kan es van retirar en arribar la nit, i s'uniren en acabat a les forces que dirigien el seu fill Ogodai (que va ser ferit) i els seus lloctinents Bo'ortchu i Boroqul, per anar cap a territori de la tribu qongirat, la tribu de Borte, dona de Genguis i mare d'Ogodei.

### Expansió a l'Orient Mitjà
El 1213 apareix a la campanya del seu pare contra els jurchen (dinastia Jin) dirigint el primer cos d'exèrcit, junt amb els seus germans grans Jotxi i Txagatai. Tots tres van penetrar cap al Shansi central en direcció a Tai-yuan i Ping-yang que presumiblement van ocupar però van evacuar després per emportar-se el botí a zona més segura al nord.
La tardor del 1219 Genguis va iniciar la seva campanya contra l'Imperi Corasmi en la qual igualment va participar Ogodei. El kan va atacar per Otrar, on va quedar una divisió a les ordes de Txagatai Khan i Ogodei, fills del gran kan. Després d'un llarg setge, van conquerir Otrar i es van reunir al seu pare a Samarcanda, ciutat que es va rendir al cap de cinc dies (març de 1220). L'abril del 1220 va anar en ajut dels seus germans Jotxi i Txagatai per conquerir la vella capital de Coràsmia, Urgendj (Gurgandj) prop de Khivà. A l'any següent, junt amb Txagatai, es va reunir amb el seu germà Tului i el seu pare a Talikan, que fou destruïda i tots van travessar l'Hindu Kush per anar a assetjar Bamian i va participar en tota la campanya, i retornaren després a Mongòlia.
Ogodai va rebre com a ulus les terres a l'est del Balkai, el Iemil, el Tarbagatai, el Irtix Negre i el Urungu. El seu campament era normalment al Iemil. A la mort de Genguis Kan el 18 d'agost de 1227

## Regència de Tolui
A la mort de Genguis Kan el 18 d'agost del 1227, Tolui com otchigin, va assolir la regència fins a l'elecció del Gran Kan. El pare havia designat hereu a Ogodei perquè estava políticament més capacitat i pensava que Tolui no era prou bon líder per dirigir l'imperi. A Ogodei se li van assignar 4000 soldats.

## Gran Kan
A la primavera del 1229 es va celebrar el gran kuriltai a la riba del Kerulen. Segons la voluntat de Genguis, Ogodei fou l'escollit per succeir-lo, probablement el 13 de setembre del 1229. La residència ordinària es va establir a Karakorum. El kitan de cultura xinesa Ye-liu Tch'ou-ts'ai dirigia l'administració, i va crear els departaments corresponents, el sistema de correus, el pressupost, i l'obertura d'escoles (a la Xina, únicament) per l'educació de joves mongols. Un altre ministre destacat fou Tchinqai, un kerait nestorià que afegia una línia en uigur a cadascun dels decrets.
Després de la mort del general mongol Muqali, l'emperador Aizong de Jin va recuperar la conca del Wei inclosa la plaça forta de Tong-kuan que protegia l'entrada al Honan, i la fortalesa de Ho-tchong al nord del riu Groc, a l'angle sud-oest del Shansi, a més de conservar el Honan a l'entorn de Kaifeng, on es va traslladar la capital Jin l'estiu de 1214, amb les terres del nord de Jin devastades per la pesta i els mongols, i des d'on Aizong podia aspirar a mantenir el regne.
El 1229, les forces mongoles van ser derrotades a la batalla de Dachangyuan i es va haver d'aixecar el setge de Qingyang.  A l'any següent, les forces mongoles van ser derrotades de nou a la batalla de Weizhou. Ogodei es va enfurismar en sentir la notícia de la derrota i va destituir Doqolqu, el comandant al càrrec, del seu càrrec i va cridar Subutai del Rus de Kíev per unir-se a la campanya contra Jin. El 1231⁣⁣, però, els mongols van reprendre l'ofensiva i van ocupar les viles del Wei; Ping-leang, Fong-siang i altres; per la campanya del 1232 i com que no podien forçar el pas de Tong-Kuan, el van rodejar pel nord-est i sud-oest, i mentre Ogodei amb màquines de guerra ocupava Ho-tchong i travessava el riu Groc, el seu germà Tului dirigia 30.000 homes pel sud-oest, entrant deliberadament en territori Song, i d'allí cap a la vall del Wei i l'alt Han, ocupant Han-tchong i descendent al Setchwan per la vall del Kia-ling assolant el districte de Pao-ning i després girant al nord-est per la vall mitjana de l'Han (que va travessar el 31 de gener de 1232) i va aparèixer a territori Jin al sud de l'Honan pel costat de Nan-yang.
Mentre Ogodei després de conquerir Ho-tchong, va travessar el riu Groc i va entrar també a Honan pel nord el febrer del 1232, trobant a l'altre exèrcit a Kiun-tcheu, on pocs dies abans Tului havia derrotat els Jin a la batalla de Sanfengshan. Els Jin van oferir una resistència molt forta; els generals es deixaven executar abans que unir-se al conqueridor. Els mongols van ocupar finalment Tong-kuan (març de 1232); Subotai fou encarregat de conquerir Kaifeng que finalment va ocupar després d'una llarga resistència, el maig del 1233. La ciutat no fou destruïda per consell de Ye-liu Tch'ou ts'ai.

### La caiguda de la dinastia Jin
El rei Nin Kia-su havia abandonat ja la ciutat per intentar organitzar la resistència a províncies i s'havia refugiat primer a Kuei-to i després a Ts'ai-tcheu (moderna Juning); quan aquesta vila fou assaltada pels mongols, el rei es va suïcidar (febrer o març del 1234). La dinastia Song xinesa van ajudar els mongols amb alguns contingents d'infanteria i, en recompensa, Ogodei va cedir a l'imperi Song uns quants districtes al sud-est del modern Honan. Subotai fou encarregat de conquerir Kaifeng, que finalment va ocupar després derrotar el darrer exèrcit Jin a la batalla de Sanfengshan i d'una llarga resistència, el maig del 1233. La ciutat no fou destruïda per consell de Ye-liu Tch'ou ts'ai i la dinastia Jin s'ensorrà el 1234.
L'emperador Lizong de Song es va considerar mal recompensat i considerava que se'ls havia de donar tot l'Honan, i van cometre la imprudència d'atacar als mongols per incorporar tot el Honan i es van apoderar de Kaifeng i Loyang (juliol i agost del 1234), però els mongols no van tardar a recuperar-les. En un kuriltai fet el 1235, l'emperador Ogodei va fer declarar la conquesta del regne Song i tres exèrcits mongols van envair Xina:
1. El primer, dirigit per Qada'an fill d'Ogodei, que va entrar a Sichuan i va ocupar Chengdu (octubre del 1236).
2. El segon, dirigit per Kutchu, fill també d'Ogodei, i pel general Temutai, va ocupar Siang-yang al Hupei (març del 1236). Els song la van reconquerir el 1239.
3. I el tercer, dirigit pel príncep Kun-buqa i el general Tchagan, va arribar fins a Huang tcheu (més avall de la moderna Hang Keu) al Yang tseu, però no s'hi va poder sostenir.

### Corea
Un quart exèrcit va anar a sotmetre Corea. Ja els mongols havien conquerit la capital coreana Kai-syeng (nord-est de la moderna Seul) el desembre del 1231, i el país havia quedat sota protectorat governat per 72 darugatchi, però aquests havien estat massacrats el 1232 per orde del rei de Corea Ko-tjong que es va refugiar tot seguit a l'illot de Kang hua a l'oest de Seul (juliol del 1232). L'exèrcit d'Ogodai va ocupar sòlidament Corea el 1236, però la cort coreana es va mantenir a l'illot i encara que després de 1241 va enviar ambaixades declarant el seu vassallatge, va restar durant trenta anys sense control.
Djalal al-Din Manguberti havia reconstruït l'Imperi Corasmi (1224-1230). El 2 d'abril de 1230 va prendre Khelat (al nord-oest del llac Van) al soldà aiúbida de Damasc, Al-Ashraf (2 d'abril del 1230). Al-Ashraf es va aliar al soldà seljúcida de Rum o Konya, Ala al-Din Kai Kobad I, i junts van derrotar a Djalal al-Din prop d'Erzindjan (agost del 1230). Justament el 1230 Ogodei havia enviat a Pèrsia un exèrcit de 30000 homes per fer front a la inesperada restauració del xa de Coràsmia; aquest exèrcit estava sota la direcció del general i noble Tchormaghan o Tchormaqan. A l'hivern del 1230 al 1231 van arribar a l'Iran pel Khurasan i Rayy, i es van dirigir de dret a l'Azerbaidjan abans que Djalal al-Din, que generalment vivia a Tabriz, pogués reunir les seves forces. Djalal es va esverar i va fugir cap a la plana del Moghan o Mukan, i cap a l'Arran, prop de la desembocadura dels rius Araxes i Kura, i d'allí va passar al Diyarbekir, perseguit pels mongols, i a les muntanyes d'aquesta regió fou obscurament assassinat per un camperol kurd (15 d'agost de 1231).
Tchormaghan va restar deu anys al capdavant de l'exèrcit mongol, acampat al nord-oest de Pèrsia, generalment a la plana del Moghan i de l'Arran, on les pastures d'aquesta estepa anaven bé per la seva cavalleria. L'exèrcit mongol es va dedicar al pillatge, primer a Armènia i després a l'Azerbaidjan. Més al sud, al Diyarbakir, el país fou assolat; també fou saquejada Arbela i la seva regió. Després, els mongols van pujar cap al Caucas, van destruir Gandja i van entrar a Geòrgia, on la reina Russudan va haver de fugir de Tbilisi cap a Kutaisi (probablement el 1236). La regió de Tbilisi va quedar sota protectorat mongol, i els feudals georgians van haver de servir als exèrcits mongols com auxiliars. El 1239 Tchormaghan va entrar a la Gran Armènia on va saquejar les ciutats de Kars i Aní.

### Europa
Batu Khan, per orde del gran kan Ogodei de 1234, va dirigir un gran exèrcit de 150.000 homes cap Europa. L'acompanyaven els seus germans Orda, Berke i Shayban; Guyuk i Qaidan, fills d'Ogodai; Qaidu, net d'Ogodai; Mongke, fill de Tului; Baidar, fill de Txagatai; i Büri net de Txagatai (fill de Mutugen). Segons el yuanshi l'orde es va donar el 1234 i Mengke s'hi va incorporar el 1235. La direcció efectiva de l'expedició corresponia al general Subotai que tenia llavors uns seixanta anys. La invasió mongola va aturar les lluites entre búlgars i russos, que havien durat prop de dos segles. El 1236 segons les cròniques musulmanes o el 1237 segons les russes, els mongols van atacar Bulghar i la van destruir i van aniquilar l'estat búlgar, que fou incorporat als dominis de Batu Khan de l'Horda d'Or.
L'11 de desembre de 1241 va morir Ogodei. Això va provocar l'evacuació d'Hongria pels mongols. La regència de l'imperi a la mort d'Ogodei fou confiada a la vídua khatun Toragana fins al kuriltai que es va celebrar a la primavera o estiu del 1246 prop del llac Kuku Nor, a les fonts de l'Orkhon, i no lluny de Karakorum, on, conforme als desitjos de la regent, Guyuk, fill d'Ogodei, fou escollit i entronitzat el 24 d'agost de 1246.

## Personatge
Ogodei també era conegut per ser un home humil, que no es creia un geni, i que estava disposat a escoltar i utilitzar els grans generals que el seu pare li va deixar, així com els que ell mateix trobava més capaços. Era l'emperador, però no un dictador. Com tots els mongols de la seva època, va ser criat i educat com a guerrer des de la infància, i com a fill de Genguis Kan, va formar part del pla del seu pare per establir un Imperi mundial. La seva experiència militar va destacar per la seva voluntat d'escoltar els seus generals i adaptar-se a les circumstàncies. Era una persona pragmàtica, com el seu pare, i mirava el final més que els mitjans. La seva fermesa de caràcter i fiabilitat eren els trets que més valorava el seu pare, i que li van fer guanyar el paper de successor del seu pare, malgrat els seus dos germans grans.

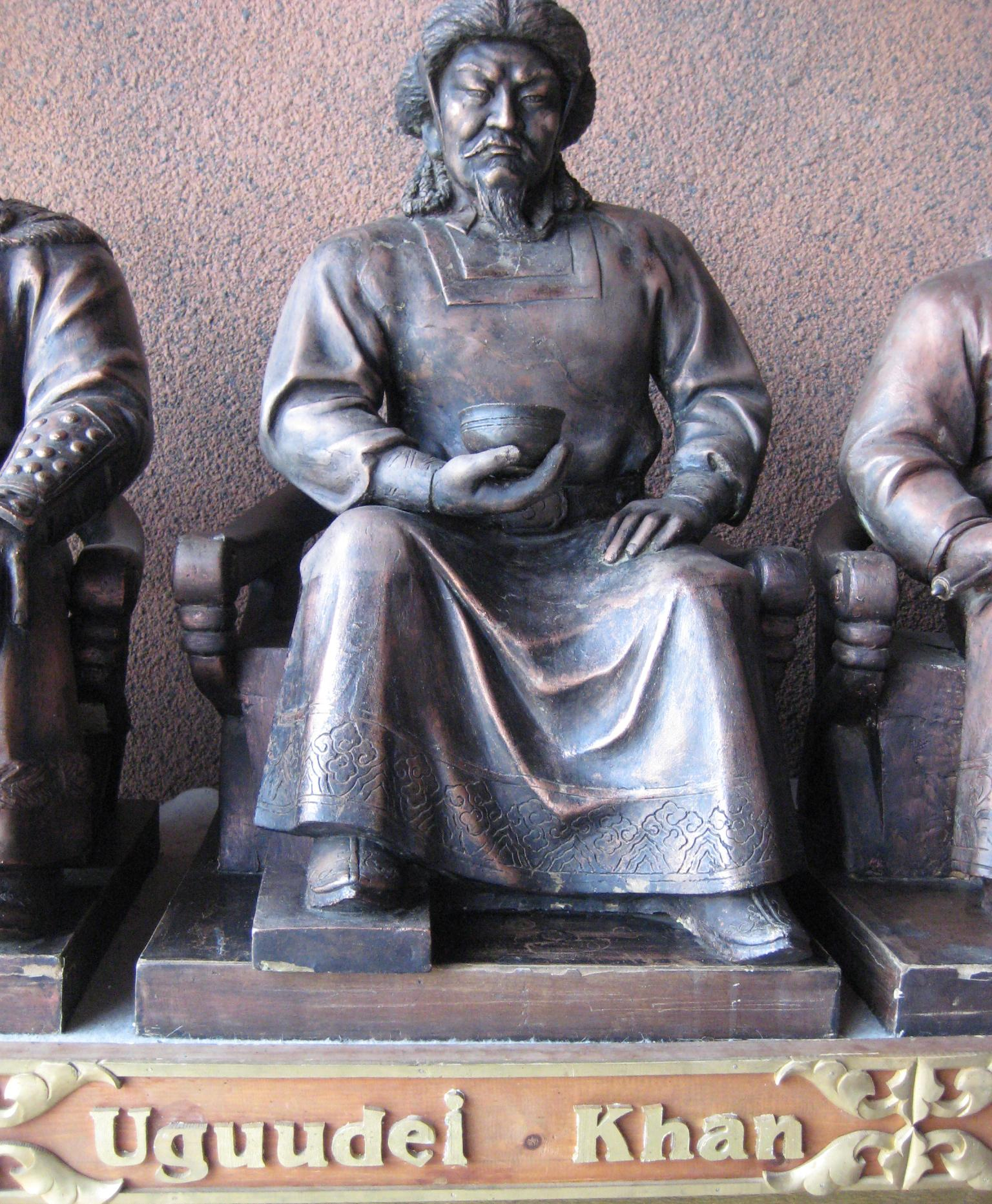
Estàtua d'Ogodei Khan a Mongòlia

Ogodei va ser considerat com el fill preferit del seu pare, des de la seva infantesa. Com a adult, era conegut per la seva capacitat per influir en qualsevol debat en què estigués involucrat, simplement per la força de la seva personalitat. Era un home físicament gran, jovial i carismàtic, que semblava principalment interessat a gaudir dels bons moments. Era intel·ligent i de caràcter ferm. El seu carisma es va acreditar parcialment pel seu èxit a l'hora de mantenir l'Imperi mongol en el camí que el seu pare havia marcat. Ogodei era un home pragmàtic, tot i que va cometre uns quants errors durant el seu regnat. Ogodei no tenia cap il·lusió que era l'igual del seu pare com a comandant o organitzador militar i utilitzava les habilitats dels que trobava més capaços.
Ogodei era conegut pel seu alcoholisme. Chagatai va confiar a un oficial per vigilar el seu hàbit, però Ogodei va aconseguir beure de totes maneres. Es diu comunament que Ogodei ho va fer prometent reduir el nombre de tasses que bevia al dia i després tenir tasses el doble de la mida creada per al seu ús personal. Quan va morir, a l'alba de l'11 de desembre de 1241, després d'una copa nocturna amb Abd-ur-Rahman, la gent va culpar la germana de la vídua de Tolui i Abd-ur-Rahman. Els aristòcrates mongols van reconèixer, però, que la manca d'autocontrol del khan l'havia matat.
La mort sobtada de Tolui el 1232 sembla haver afectat profundament a Ogodei. Segons algunes fonts, Tolui va sacrificar la seva pròpia vida, acceptant una beguda enverinada en un ritual xamanista per tal de salvar Ogodei que patia una malaltia. Altres fonts diuen que Ogodei va orquestrar la mort de Tolui amb l'ajuda dels xamans que van drogar l'alcohòlic Tolui. 
Segons Pamela Kyle Crossley, un retrat pòstum de la dinastia Yuan d'Ogodei el representa amb una complexió robusta, una barba vermella i ulls color avellana. Autors xinesos contemporanis com Xu Ting van escriure que la barba d'Ogodei era inusual per a un mongol perquè la majoria tenia poc pèl facial.

### Una presumpta violació massiva
Segons els cronistes perses, Ogodei va ordenar la violació de quatre mil noies d'Oirat més grans de set anys. A continuació, aquestes noies van ser confiscades per a l'harem d'Ogodei o donades a albergs de caravanes a tot l'Imperi mongol per utilitzar-les com a prostitutes. Aquest moviment va posar els Oirat i les seves terres sota el control d'Ogodei després de la mort de la germana d'Ogodei, Checheyigen, que abans controlava les terres d'Oirat. 
Anne F. Broadbridge vincula una infame presumpta violació massiva de noies d'Oirat amb la requisa per part d'Ogodei de noies dels territoris del seu oncle Temüge Otchigin sense l'aprovació de Temüge. Broadbridge assenyala, però, que amb totes les proves suprimides, això només pot ser una suposició. La Història dels Yuan o Yuanshi i la Història secreta dels mongols parlen d'una requisa contundent de dones per part d'Ogodei de l'ala esquerra i el domini de l'oncle Otchigin respectivament, però no esmenten una violació. A la Història secreta, Ogodei expressa el seu remordiment pel seu acte afirmant pel que fa a la meva segona falta, escoltar la paraula d'una dona sense principis i que em portin les noies del domini del meu oncle Otchigin va ser sens dubte un error, però De Rachewiltz assenyala que tot el paràgraf, que enumera quatre bones accions i quatre errors, pot ser una avaluació pòstuma.
L'únic relat que al·lega una violació es troba al capítol 32 del Tarikh-i Jahangushay (Història del Conqueridor del Món), escrit el 1252 per Juwayní (1226-1283). Al capítol 32, Juwayní comença elogiant Ogodei Khan i després passa a donar 50 anècdotes molt detallades per il·lustrar la clemència, el perdó, la justícia i la generositat d'Ogodei, seguida d'una anècdota per il·lustrar la seva violència, severitat, fúria i genialitat que va ser l'incident de la violació. Aquesta anècdota tanca el capítol. El nom de la tribu no és clar en dos manuscrits de Juwayní, però el Manuscrit D i Rashid-Al-Din el donen com a Oirat. Broadbridge i De Rachewiltz van qüestionar la precisió factual d'aquesta identificació amb els Oirats.